# Wandermuschel

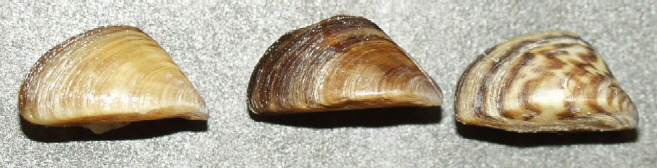
Wandermuscheln mit verschiedener Färbung und Zeichnung

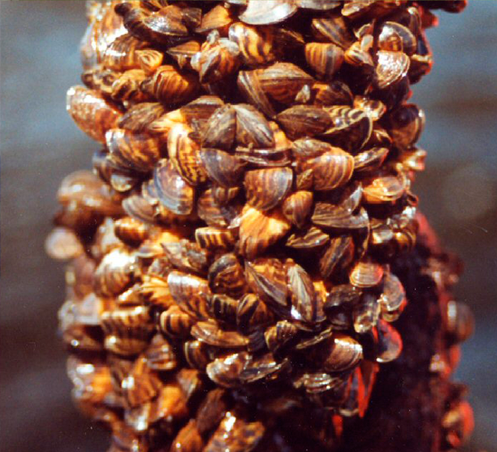
Durch die Verbreitung und Massenvermehrung der Wandermuscheln können sich Ökosysteme stark verändern.

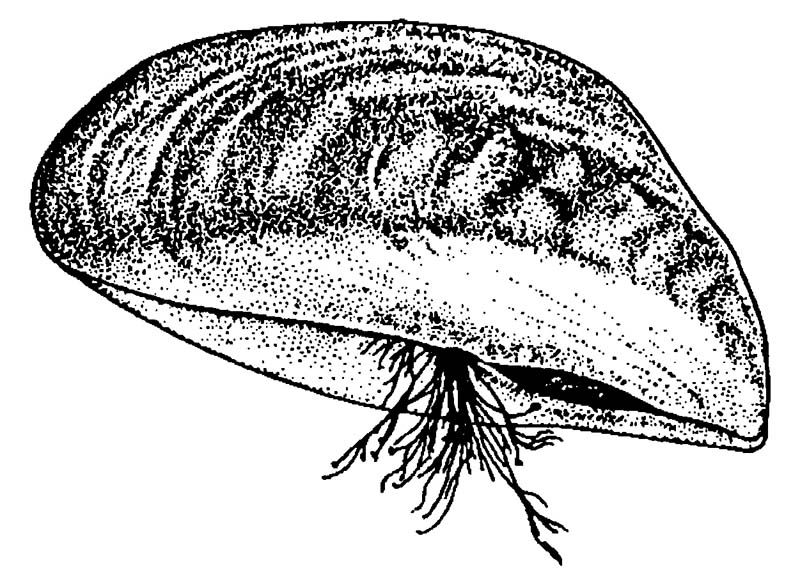
Byssusfäden der Wandermuschel

Die Wandermuschel (Dreissena polymorpha), auch Zebramuschel genannt, gehört zu den Vertretern der Autolamellibranchiata, einer Teilklasse der Klasse der Muscheln (Bivalvia). Sie gehört zu den wenigen Süßwassermuscheln, die ein freischwimmendes Larvenstadium durchlaufen.

## Aussehen
Die Wandermuschel zeichnet sich durch die charakteristische dreikantige, kahnartige Form aus. Sie erreicht eine Länge von 26–40 mm bei einer Breite von 17–20 mm. Die Schalen sind dunkelbraun bis schwarz gefärbt, durchbrochen von hellbraunen Streifen.
Linke und rechte Klappe des gleichen Tieres:

Linke Klappe
Rechte Klappe

## Herkunft
Früheste belegte Nachweise der Wandermuschel in Europa stammen aus dem Miozän (vor 5,3–23 Mio. Jahren).
Bis zum 18. Jahrhundert nahm die Population in Europa stetig ab. Danach setzte durch den Schiffsverkehr eine Wiedereinwanderung, vom Schwarzen Meer kommend, donauaufwärts ein.
Die Muscheln heften sich an Schiffsrümpfe oder gelangen als Larven über das Ballastwasser der Schiffe in den neuen Lebensraum. Seither traten mehrere Besiedlungswellen mit Individuenzahlen von bis zu 100.000 Tieren pro Quadratmeter auf. Aufgrund des weltweiten Schiffsverkehrs breitet sich seit den 1980er Jahren die Wandermuschel zunehmend in den großen Seen Nordamerikas aus. Durch ihre starke Filterwirkung hat sich die Sichttiefe im Eriesee verdoppelt.

## Problematik
Die Wandermuschel ist eine sehr konkurrenzstarke Art, die sich an Wasserpflanzen und Großmuscheln heftet. Dies führt zu einer starken Verbreitung und Störung der natürlichen Artenvielfalt der Ökosysteme. Demnach ist sie eine invasive Form der Neobiota. Enten und Wasservögel und vor allem Karpfen profitieren dagegen von dieser neuen Nahrungsquelle. So vervierfachte sich am Bodensee seit dem Auftreten der Wandermuschel die Anzahl an überwinternden Wasservögeln, wobei sie in seichten Bereichen die Biomasse an Muscheln um über 90 % reduzieren.
Daneben nehmen Schäden in Kühlwassersystemen durch Fouling in Rohrleitungen und Wärmeübertragern stark zu. Derartige Verschmutzungen lassen sich jedoch durch leistungsfähige Filter zuverlässig verhindern. Zudem ist bekannt, dass Kaliumchlorid giftig auf die Muschel wirkt, ohne dass ähnlich negative Auswirkungen auf andere Wasserlebewesen bisher bekannt sind.

## Bioindikatoren
Wandermuscheln dienen als Bioindikatoren für das limnische Ökosystem. Sie sind unter anderem als Bioindikatoren besonders geeignet, weil sie
- weit verbreitet sind,
- eine breite ökologische Valenz sowie
- eine sedentäre Lebensweise besitzen,
- mit allen im Wasser gelösten und suspendierten Inhaltsstoffen in engem Kontakt stehen sowie
- direkt aus dem Wasser Schadstoffe aufnehmen.

Daher werden sie seit Jahren von der Umweltprobenbank des Bundes gesammelt, archiviert und auf verschiedene umweltrelevante Stoffe analysiert. Dadurch können zum Beispiel Veränderungen der Methylquecksilbergehalte untersucht und Rückschlüsse auf die Umweltqualität gezogen werden.

## Saprobienindex
Der Saprobienindex der Wandermuschel beträgt 2,2.